# Ani-Imo
Ani-Imo (兄が妹で妹が兄で。 Ani ga Imōto de Imōto ga Ani de?) es un manga shōjo creado e ilustrado por Haruko Kurumatani.
La serie se serializó por primera vez en la revista Aria. Siete volúmenes de manga fueron lanzados en Japón; Yen Press autorizó el lanzamiento de la serie en Norteamérica y también ha publicado todos los volúmenes. El primer volumen de la serie lanzada en América del Norte recibió críticas positivas en general. Los críticos señalan que el tema del incesto puede ser un posible desvío, pero que la historia tiene una premisa interesante. 

## Trama
Ani-Imo se trata de Youta y su hermana gemela Hikaru. Youta la protege mucho y lo ha sido desde la infancia. Siempre pensó en su hermana como inocente y callada, hasta que un día un extraño accidente hace que los dos intercambien cuerpos. Hikaru, ahora en el cuerpo de su hermano, muestra su verdadero yo y afirma que ella está y siempre ha estado profundamente enamorada de él como algo más que un hermano. Al principio, Youta se sorprende, pero a medida que avanza la historia, se da cuenta de que siente lo mismo. 

## Personajes
Youta Koizumi (小泉Youta Koizumi Youta?)
Youta es uno de los personajes principales de la serie. Tiene una hermana gemela llamada Hikaru a quien ha protegido desde la infancia, ya que ella siempre ha parecido tímida. Youta se sorprende al descubrir de sus padres un día que él y Hikaru no están relacionados por sangre. Sin embargo, Hikaru lo sabía y le dice a Youta que se alegró mucho cuando se enteró. Después de que los dos cuerpos cambian, Youta se sorprende al descubrir que Hikaru no tiene intención de devolverle el cuerpo de su hermano. Inicialmente, Youta estaba enamorada de Yurika, pero eso se desvanece cuando se entera al estar en el cuerpo de Hikaru de que ella está enamorada de ella y solo le gustan las mujeres. Sin saber qué hacer o cómo volver, Youta le pide ayuda al Dr. Chisato y lo utiliza para pedirle consejo. Youta se sorprende inicialmente de lo que Hikaru siente por él, pero poco a poco descubre que ama a Hikaru como algo más que una hermana. Los dos eventualmente comienzan una relación consentida y se acercan entre sí.
Hikaru Koizumi (小泉光るなら Koizumi Hikaru?)
Hikaru es el otro personaje principal de la serie. Al principio, Hikaru parece tímida, pero muy feliz con su hermano, Youta, quien la ha estado protegiendo desde la infancia. Hikaru besa a Youta cuando descubre su falta de relación de sangre y luego se escapa, lo que resulta en un accidente que la convierte en el cuerpo de su hermano. Hikaru anuncia que no tiene intenciones de volver a su antiguo cuerpo y empuja sus sentimientos románticos hacia Youta. Hikaru es muy seria cuando se trata de sus sentimientos hacia su hermano y afirma en un momento que la "relación hermano/hermana ha terminado". Ella ha estado celosa en el pasado cada vez que Yurika se acercaba a su hermano y no mostraba interés en los sentimientos románticos unilaterales de Yurika hacia ella. Hikaru también es cautelosa y enojada por las intenciones del Dr. Chisato hacia su hermano. Ella continúa persiguiendo a su hermano incluso después de que en un punto los dos regresen, lo que hace que Youta sienta lo mismo hacia ella.
Yurika Oda (ゆりか小田 Oda Yurika?)
Yurika es la compañera de clase de Youta y Hikaru. Youta inicialmente está enamorada de ella, pero eso se desvanece al descubrir su verdadera personalidad y que está enamorada de Hikaru. Yurika planea separar a Youta y Hikaru para que pueda tener a Hikaru para ella sola. En el tercer volumen, otro accidente hace que Yurika y Kakeru también cambien de cuerpo. Ella descubre que no es la única en el cuerpo de otra persona y reafirma sus sentimientos hacia Hikaru (ahora en el cuerpo de Youta). Sin embargo, Yurika lentamente comienza a darse cuenta de que su amor es unilateral y comienza a mostrar interés por Kakeru, que ahora está en su cuerpo.
Kakeru Mayama (真山翔 Mayama Kakeru?)
Kakeru es otro de los compañeros de clase de Youta y Hikaru. Inicialmente está enamorado de Hikaru, sin saber que Youta está en su cuerpo. Después de cambiar de cuerpo con Yurika, el romance se desmorona cuando descubre quién había estado en el cuerpo de Hikaru. Kakeru y Youta forman una amistad ya que ambos están trabajando hacia el mismo objetivo común de regresar a sus cuerpos. El cambio es mucho para Kakeru, e inicialmente piensa que todo es un sueño. Le dicen que no lo es y Yurika lo perfora sobre cómo tratar su cuerpo. Finalmente se enamora de Yurika a pesar de que está en su cuerpo, y decide que está de acuerdo en no volver. También se le ve a ofrecer consejos a Youta en su momento de necesidad cuando se trata del intercambio de cuerpos. En el volumen final, se muestra que Kakeru dio a luz a cinco niños mientras estaba en el cuerpo de Yurika.
Chisato Ichijō (一条千里 Ichijou Chisato?)
Chisato es el doctor de Youta y Hikaru. Después del accidente que los hizo cambiar de cuerpo, Chisato fue asignado como su médico. Está sorprendido e intrigado cuando descubre que sus dos pacientes han cambiado de cuerpo. Chisato aparece como sádico, deleitándose con el hecho de que los dos están en cuerpos diferentes y no saben qué hacer. En un momento, Hikaru, que ha sospechado de él, pregunta cuáles son sus verdaderas intenciones, Chisato responde diciendo que serían sujetos de prueba interesantes.

## Lanzamiento
"Ani ga Imōto de Imōto ga Ani de" se publicó originalmente en la revista Aria del 7 de julio de 2012 al 12 de agosto de 2014. Siete libros de manga en total fueron lanzados en Japón a través de Kodansha. El 12 de octubre de 2013, Yen Press anunció en su panel de New York Comic Con que habían licenciado la serie bajo el nombre de Ani - Imo. Al comienzo de cada volumen, se proporciona una traducción que dice "[Ani-Imo] Big Brother se convierte en Little Sister; Little Sister se convierte en Big Brother". Los siete volúmenes en inglés fueron publicados por Yen Press entre el 18 de noviembre de 2014 y el 28 de junio de 2016.
| N.º | Fecha de lanzamiento    | ISBN                   |
| --- | ----------------------- | ---------------------- |
| 1   | 7 de agosto de 2012     | ISBN 978-4-06-380588-8 |
| 2   | 7 de enero de 2013      | ISBN 978-4-06-380610-6 |
| 3   | 5 de abril de 2013      | ISBN 978-4-06-380623-6 |
| 4   | 6 de septiembre de 2013 | ISBN 978-4-06-380646-5 |
| 5   | 7 de febrero de 2014    | ISBN 978-4-06-380673-1 |
| 6   | 6 de junio de 2014      | ISBN 978-4-06-380698-4 |
| 7   | 7 de enero de 2015      | ISBN 978-4-06-380722-6 |

## Recepción
La adaptación al idioma inglés de Ani-Imo ha recibido críticas en su mayoría positivas. Rebecca Silverman de Anime News Network le dio al primer volumen una calificación B. Lo elogió por su uso del lenguaje corporal y por cómo funciona la mayor parte del humor, aunque dice que a veces el humor puede parecer demasiado malo y que el tema del incesto será "desagradable" para algunos lectores. Matthew Warner de The Fandom Post también le dio al primer volumen de la serie una B, criticando la obra de arte como "soso" y "principalmente chibi". También dice que los obstáculos del incesto y la homosexualidad pueden apagar a la gente, pero que la historia tiene "partes interesantes en su configuración". Cuando habla de los personajes, continúa diciendo que el personaje de Youta genera algunas "risas divertidas y únicas", mientras que "Hikaru también tiene una personalidad divertida". Ash Brown de Experiments in Manga (Manga Bookshelf) calificó el primer volumen como "un poco desagradable". Él llama al personaje del médico "extremadamente depredador" y no le gusta la apariencia juvenil de los estudiantes de secundaria. Shaenon Garrity de Otaku USA también revisó el primer volumen. Ella dice que la obra de arte para Youta retrata a un "bishōnen alto con gafas, mientras que Hikaru es un duendecillo moe de ojos grandes y cabello púrpura". Ella continúa diciendo que Ani - imo es "entretenido aunque solo sea por lo escandaloso que está dispuesto a ser".